# سفارة الدنمارك في الولايات المتحدة
سفارة الدنمارك في الولايات المتحدة هي أرفع تمثيل دبلوماسي لدولة الدنمارك لدى الولايات المتحدة. تقع السفارة في شمال غربي واشنطن العاصمة وهي تهدف لتعزيز المصالح الدنماركية في الولايات المتحدة.

## وصلات خارجية
- الموقع الرسمي
- قائمة سفارات الدنمارك
- قائمة السفارات في الولايات المتحدة